# Akamatsu Norimura
Akamatsu Norimura est un nom japonais traditionnel ; le nom de famille (ou le nom d'école), Akamatsu, précède donc le prénom (ou le nom d'artiste).
Pour les articles homonymes, voir Akamatsu (homonymie).
Akamatsu Norimura (赤松 則村, né en 1277, mort le 18 février 1350) est un samouraï et chef de clan durant l'époque de Muromachi.

## Shugo
Norimura sert comme shugo de la province de Harima qui lui a été accordée en 1336 après qu'il a quitté l'empereur Go-Daigo pour se ranger du côté des Ashikaga. Il construit un modeste fort au pied du mont Himeji, sur ce qui sera plus tard l'emplacement du château de Himeji,.

## Mécène
Avec le soutien de Norimura et du clan Akamatsu, Sesson Yūbai peut fonder un certain nombre de monastères et temples bouddhistes en province, dont le Hōun-ji à Kamigōri et le Hōrin-ji à Harima. 
Akamatsu Norisuke (1314-1371), le fils de Norimura, fait partie des obligés notables de Yūbai.